# Agnes Kauwling
Agnes Carolien Kauwling (Leeuwarden, 10 augustus 1880 – Haarlem, 18 februari 1957) was een Nederlands alt.

## Biografie
Kauwling was dochter van apotheker Johannes Franciscus Hendricus Kauwling en Wilhelmina Hillegonda Staal. Ze werd geboren in Friesland, maar genoot haar opleiding aan het Haags Conservatorium. Ze werd alt in Spoels Vocaal Ensemble, maar zong er ook als soliste door heel het land en erbuiten, van Berlijn tot Goes.. Ze zong door tot eind jaren twintig, toen ze nog op een ledenavond van de Haarlemsche Orkest Vereeniging zong. Ze leek wat betreft stem op Pauline de Haan-Manifarges, maar zou nooit zo bekend worden.

## Persoonlijk leven
In 1906 trouwde Kauwling met Adrianus Baltus van Tienhoven (1868-1934) en vestigde zich in Heemstede en Haarlem. Ze werd begraven op de Algemene Begraafplaats Heemstede.